# Влада Слободана Пенезића
Влада Слободана Пенезића је била четврто Извршно веће Социјалистичке Републике Србије. Формирана је 9. јуна 1962. и трајала је до 17. новембра 1964. године.

## Састав Владе
| Функција                    | Слика | Име и презиме          | Странка        | Детаљи                                           |
| --------------------------- | ----- | ---------------------- | -------------- | ------------------------------------------------ |
| Председник Извршног већа    |       | Слободан Пенезић Крцун | СК Југославије | погинуо је на функцији председника Извршног већа |
| Председник Извршног већа    |       | Стеван Дороњски        | СК Југославије | вршилац дужности                                 |
| потпредседник               |       | Стеван Дороњски        | СК Југославије | на функцији од 1963. године                      |
| потпредседник               |       | Спасенија Цана Бабовић | СК Југославије | на функцији до 1963. године                      |
| потпредседник               |       | Михаило Швабић         | СК Југославије | на функцији до 1963. године                      |
| Секретари                   |       |                        |                |                                                  |
| Секретар унутрашњих послова |       | Владан Бојанић         | СК Југославије | на функцији до 1963. године                      |
| Секретар унутрашњих послова |       | Милисав Лукић          | СК Југославије | на функцији од 1963. године                      |
| Секретар за информисање     |       | Раденко Броћић         | СК Југославије |                                                  |
|                             |       | Живан Васиљевић        | СК Југославије |                                                  |